# اريك نولز
اريك نولز (بالإنجليزية: Eric Knowles)‏ هو متخصص بالأثريات ‏ بريطاني، ولد في 19 فبراير 1953 في Nelson, Lancashire ‏ في المملكة المتحدة.

## وصلات خارجية
- اريك نولز على موقع IMDb (الإنجليزية)